# 华东军区
华东军区，是中国人民解放军在第二次国共内战至中华人民共和国建立初期设立的一级军区。

## 历史
1947年1月21日，北撤到山东的新四军兼八路军山东军区机关、新四军华中军区机关合编组建华东军区，司令员陈毅（华东野战军司令员兼政委兼前委书记），政治委员饶漱石（华东局书记兼），副司令员张云逸，副政治委员黎玉（华东局副书记兼山东省政府主席，分管财政、粮秣、支前），参谋长陈士榘（华野参谋长兼），政治部主任舒同（华东局常委兼社会部部长兼国军工作部部长），副参谋长袁仲贤、周骏鸣，政治部副主任唐亮（华野政治部主任兼）、张凯（负责新兵训练团和被俘敌军官的培训改造）。华东军区下辖6个三级军区及直属部队、院校、后方机关等，约36.6万人。华东野战军辖10个纵队，共27.5万人。
- 渤海军区（袁也烈任司令员，景晓村任政治委员）
- 胶东军区（许世友任司令员，林浩任政治委员）
- 鲁中军区（王建安任司令员，向明任政治委员）
- 鲁南军区（张光中任司令员，傅秋涛任政治委员）
- 苏中军区（华野第11纵队兼，管文蔚任司令员，吉洛任政治委员）
  - 第九军分区：1948年底国军一四六师和三○八师驻守南通城，二十一军六十八旅驻守金沙，而第九军分区直属的军事力量只有八团、九团及各县县团武装。
- 苏北军区：1946年6月2日，华中分局和华中军区决定，恢复苏北军区，由华中野战军第十纵队机关兼苏北军区机关。辖华中第5、第6军分区，司令员谢祥军，政治委员刘培善。1947年2月，第10纵队改编为华东野战军第12纵队，纵队机关仍兼苏北军区机关。陈庆先任司令员，曹获秋任政治委员。1947年11月，华中军事指挥部成立，同时苏北军区番号撤销。
  - 第五军分区：1941年6月9日在盐城成立八路军盐阜办事处。1941年9月以改为成立盐阜军区。司令员洪学智，政治委员刘彬。辖盐城、阜宁、淮安、涟东4县地方武装约2000人。盐阜行政公署成立后，将4县划分为盐城、盐东、阜宁、阜东、建阳、涟水、淮安7县及涟(水)灌(云)阜(宁)边区办事处(1942年初办事处改滨海县)。1942年6月，又划设射阳县。1943年1月，苏北军区成立，盐阜军分区由新四军第8旅兼。司令员田守尧，政治委员张爱萍。辖第22、第23、第24三个主力团和特务营、通信队、侦察队、教导队及建阳、盐城、盐东、阜宁、阜东、滨海、涟东、淮安、射阳等县总队。新四军第7旅第21团的2个营及团直属队分散编为盐东、盐城、建阳总队。第23团于1943年9月底调赣榆地区活动。1944年9月，张爱萍调任第4师师长，张天云任军分区司令员，李雪三任政治委员。1945年7月辖第22、第24团、独立团，建阳、盐城、盐东、阜宁、阜东、滨海、涟东、淮安、射阳县独立团。1945年8月第8旅免兼盐阜军分区。1945年10月盐阜军分区所属阜宁、阜东、射阳、淮安县独立团上升新四军第3师赴东北。1945年11月，盐阜军分区改称华中第5军分区，直属华中军区领导。1946年5月，第5军分区独立第1团(原涟东县独立团)、独立第2团(原滨海县独立团)、独立第3团(原盐城县独立团)、独立第4团(原建阳县独立团)等部组建华中野战军第10纵队。短时间内第10纵队机关兼第5军分区机关。1946年6月第10纵队机关兼苏北军区机关，第5军分区属苏北军区建制。1946年7月，军分区所辖各县武装编成4个支队(团)，每支队辖2个营。
  - 第六军分区：1941年3月在沭阳张圩成立淮海军区，属中共苏皖区委领导。司令员覃健，政治委员金明兼。辖淮河、沭河、沭阳、沂河、滨海、东海大队，淮阴、涟水游击大队和泗阳独立团等武装共3000余人。1941年8月淮河大队上升新四军独立旅第3团。1941年10月由新四军第3师第10旅旅部兼淮海军区机关，驻地移至沭阳张圩东北的小胡庄。司令员刘震，政治委员金明。1942年春，淮阴、涟水、灌云、东海、潼阳、宿迁、泗沭、沭阳成立县总队，领导各县区武装。6月，以潼阳、宿迁、东海3县成立潼宿海军分区。1942年11月，日伪军发动大“扫荡”，淮海军区机关转至泗沭爱园。1942年12月，将全区划为4个区，各区成立支队；同时，实行主力军地方化，第29团第3、第4营编为淮海军区特务团，第29团余部和第28团与地方武装合编成立各支队。1943年1月，淮海军区改称淮海军分区，领导机关由新四军第10旅兼。属苏北军区领导。司令员刘震，政治委员金明。辖第1、第2、第3、第4支队和淮河、滨海、沭河、沂河、东海、涟水、沭阳、淮阴县总队。同年冬，第10旅实行主力部队地方化，淮海军分区成立4个支队，12个小团。1945年春，各县总队均改称警卫团。1945年7月辖：第1、4支队，新1、2团，涟水，沭阳、淮阴，东海、泗宿，潼阳，灌云警卫团。1945年8月，第10旅免兼淮海军分区，吴信泉任淮海军分区司令员兼政治委员。1945年11月淮海军分区改称华中第6军分区，覃健、张克辛、赵海峰先后任司令员。。直属华中军区领导。1946年6月，改属华中野战军第10纵队机关兼苏北军区领导。1946年8月组成新编第10旅(旅部由军分区机关兼)。1946年8月30日六分区发布紧急动员令，宣布全区积极备战，要求广大军民以百倍的警惕，随时准备迎战来犯之敌。1946年9月第六地委决定建立3个中心县委，以便在主要城镇和交通线被侵占后，分别领导军民坚持游击战争。在路南的东海、灌云、沭阳地区组建了第一中心县委。1947年2月新编第10旅上升编为华东野战军第12纵队第35旅。司令赵海峰、副司令吴大林、副政委雷铁鸣、1948年11月直辖地方武装3个主力团和9个县独立团。第1团程贞恒（陈贞恒）团长、张家智（张嘉志）政委、曹通三副团长；第2团团长何玉祥、政委李石清；第3团朱绍成团长、李洪宾副团长、王超南政委。解放连云港，军分区伤亡36人。一天两夜，就接到撤出连云港的命令，火速西返淮、涟、泗一线布防，任务是阻击黄百韬兵团有可能的突围南窜，配合野战军打歼灭战。连云港移交给山东滨海地区接管。1949年5月25日，第六军分区改为淮阴军分区，赵海峰任司令员。
- 东江纵队 （军政委员会书记：曾生，委员：林锵云、王作尧、杨康华、罗范群、刘田夫、谢斌、谢立全）
- 华东军政大学：1946年11月25日，由华中雪枫大学、山东军区军政学校、东江纵队以及淮南随营学校和山东军区通信学校等5个单位合编。校长张云逸兼，副校长余立金、曾生。
- 滨海军分区（1946年7月滨海军区撤销后,由滨南军分区、滨中军分区合编。司令员刘少卿，政委谷牧，参谋长王晓，政治部主任赵昭）
- 淮北支队（1947年1月以华中第9纵队第77、80团与淮北骑兵团2个骑兵大队及部分地方武装组建共3300余人，司令员兼政治委员饶子健，副司令员兼参谋长赵汇川，副政治委员兼政治部主任王学武。挺进运河以西后，几乎天天打仗、夜夜行军，部队减员很大，到1947年6月已不足2000人。1948年3月28日改编为淮北军区独立旅）
- 淮南支队（1947年1月杨效椿率原淮南6旅1个营，2月张百锷、徐速之率150名干部战士，4月李世农，魏然率300余人陆续到淮宝地区。1947年5月三支武装合并组建淮南支队，司令员杨效椿，政治委员李世农）
- 独立旅：1945年7月11日,第三战区挺进第五纵队（原为新编第30师一部）在浙东鄞西章镇通电起义，改编为新四军苏浙军区第二纵队第二旅。1945年11月浙东纵队二旅在涟水改编为新四军独立第一旅。旅长张俊升，政治委员王仲良，政治部主任朱人俊。
- 特种兵纵队，管辖炮兵、坦克、装甲车部队，以张云逸兼任司令。隶属于华东军区

1947年2月，华中第十纵队改编为华东野战军第十二纵队，纵队机关仍兼苏北军区机关。1947年2月，苏北军区将第五军分区通榆路东的4县划出，成立华中第十一军分区。
为了统一和加强华中党政军的领导，中共中央于1947年9月12日决定组建中共华中工作委员会（简称“华中工委”）。1947年11月10日，华中工委、华中军事指挥部、华中行政办事处在射阳耦耕堂成立，司令员管文蔚，副司令员陈庆先，第十二纵队机关免兼苏北军区机关，原苏北军区番号撤销。1948年3月，华中指挥部奉命撤销，并成立苏北军区，统一领导第1、第2、第5、第6、第9军分区。1948年4月，以原华中指挥部机构一部人员正式组成苏北军区机关。管文蔚任司令员，陈丕显兼任政治委员。
1948年5月29日，淮南、淮北军区合并组成江淮军区，陈庆先任司令员，曹获秋任政治委员。1948年7月下旬，鲁中、鲁南军区合并组成鲁中南军区，傅秋涛任司令员，康生任政治委员。
1948年8月，华东军区供给部、卫生部、军械处、兵站部编成华东军区后勤司令部，部长周骏鸣（军区副参谋长兼），参谋长伊文，政治部主任罗应怀。
为配合淮海战役，牵制苏中南线敌人北调，根据苏北军区指示，一分区4个团、九分区2个团于1948年11月上旬在曲塘组成长江纵队，实行统一指挥，联合作战。泰兴、靖泰、如皋县团各1个营组成1个团归建该纵队。新组建的长江纵队，两个月内在泰州境内连续进行了4次攻势作战。1948年11月13日，长江纵队攻打姜堰，激战持续4天，解放姜堰大部地区。11月27日，长江纵队一部发动口（岸）泰（兴城）攻势，后主动撤出战斗。12月4日，长江纵队在总结经验教训后再次攻打姜堰，6日解放全镇。姜堰战斗的胜利，打乱了国军在苏北通扬一线的军事部署，给泰州以严重威胁。随后，长江纵队派遣两个营向泰州东部九里桥进发，毙、俘保安团残部160余人，进逼泰州。12月29日，长江纵队在泰兴发起（泰兴）城黄（桥）线攻势，采取围城打援战术，佯攻黄桥，伺机歼灭泰兴城来援之敌。12月31日夜，八、九团佯攻黄桥。泰兴守敌果然于1949年1月1日出援。敌军第230师副师长苏桂卿亲率师直一部及六八八、六八九团(只1个营留守泰兴城)和土顽1个中队，于中午抵达官沟、姚家埭、司马墩、失迷一线。预先设伏的长江纵队一团、三团、四团突然出击，仅激战约半小时，即全歼来援之敌。在长江纵队的有力阻击下，东路援军第二十一军的7个营于1日深夜才抵达黄桥，2日凌晨配合黄桥守敌230师六九○团西出黄桥，见其同伙被歼，又立即返回黄桥。3日凌晨分别撤逃至如皋、靖江。黄桥镇解放。1月21日下午，苏北军区第一军分区第三团（泰兴县团）从觉正寺方向进入泰州
1948年12月，苏北军区司令部驻射阳县临海。同月移至泰州市。1949年3月中旬，第1、第2、第5、第9军分区以原有独立团、县团为基础，组建警备第6、第7、第9、第8旅，属苏北军区建制。1949年4月，警备第6、第7、第8旅拨归新筹建的苏南军区建制。1949年3、4月间，苏北各军分区又重组特务团，按照第1、第2、第5、第6、第9军分区的顺序，依次称特务第1、第2、第3、第4、第5团。
华东军区警卫旅：1944年11月在山东莒县组成的教导营，后扩编为滨海军区教导团（团长姚世峰，政委钱瑛，政治处主任夏琦。第一营负责滨海首脑机关警卫，第二营负责教育安置反正伪军官，第三营训练班排连营级干部）。1947年6月改编为山东军区特务一团/华东军区特务团，团长黎同新/姚世峰。1948年2月在山东诸城县扩编为华东军区警卫旅，“四四制”。旅长姚世峰，政治委员杨光池，第二政委钱瑛。副旅长刘德胜，参谋长刘春芳。1949年6月改编为上海市人民政府警察总队。第一团（原警卫旅一团）、第二团（收编国民党上海市保安警察二总队与昌潍警卫营合编）、第四团（济南警备第二团与国民党上海市保安警察一总队合编）。特科团（警卫旅直属炮兵营与国民党上海市保安警察机动车大队、骑兵大队合编）。共6993人，由上海市公安局领导。1949年8月调归淞沪警备司令部。1950年7月，上海市人民政府警察总队改编为中国人民公安部队上海市公安总队。
1949年初，组建一批警备旅：
- 华东警备第一旅：1949年6月由济南特别市警备司令部警备部队编成警备第一旅，辖3个团。旅长廖容标兼，政治委员刘顺元兼，参谋长单洪兼，政治部主任梁辑卿兼。第1团原为渤海军区二分区第11团（回民支队）。第3团原为渤海三分区第15团。1950年10月23日警备第一旅改称步兵第九十七师。师长邓龙翔，政治委员梁辑卿、晏成山。1950年11月19日，第九十七师师部兼济南警备司令部。1952年5月29日，步兵第九十七师集体转业改编为农业建设第二师，隶属山东省农业厅领导。农建二师政委晏成山、副师长马炳政,参谋长杨苏，所属289、290、291团改名为4、5、6团，从济南市开赴广饶地区。1954年9月，农建二师奉命由山东广饶开赴黑龙江省密山县，四团 （二八九团）驻火车站，五团（二九○团）驻北大营，六团（二九一团）驻知一镇，师部驻县城。1955年6月五团在松花江北岸绥滨县境内创建农场，六团在松花江南岸集贤县境内建立农场，9月下旬四团从宝清迁往铁力。10月农建二师就地集体转业，干部战士按行政级别套改薪金制 。隶属黑龙江省国营农场管理厅。二九○团 和二九一团所建农场分别命名为二九〇农场和二九一农场；二八九团定名为“十一农场” ，后与铁力机械农场合并，更名为铁力农场。团、营、连建制改为农场、分场、生产队。
  - 警备第1团：抗战胜利后渤海军区回民支队赴东北留下了手枪队和第3大队。1946年以手枪队（30多人）为基础成立渤海军区第一军分区回民大队，后发展为渤海军区第1回民支队。第3大队改由渤海第2军分区领导。1947年初以3大队为基础成立渤海军区第2回民支队。1948年2月，第1、第2回民支队与滨海回民大队（海防警备团）合编为渤海军区第11团（对外仍称回民支队）。1948年11月，该团划归济南特别市警备司令部建制，改称警备第4团。1949年4月，济南市警备司令部改为华东警备第1旅，警备4团改番号为警备第1团。1950年，警备1团又改称为山东军区警备第7团，后调成山卫海防前线。后缩编为威海军分区某团某营。
- 华东警备第二旅：1949年4月由徐州警备司令部兼徐州警备旅，辖3个团，由鲁中南军区特务团、台枣军分区第十七团、尼山军分区第十二团、泰西军分区第二十七团编成。旅长张光中(兼)，政治委员张北华(兼)，副司令员戴心宽(兼)，参谋长仉鸿印(兼)。1950年10月23日警备第二旅改称步兵第九十八师。师长李东潮(兼)/朱国华，政治委员张季农。1950年11月19日，山东军区命令第九十八师师部兼徐州警备司令部。1952年5月29日，步兵第九十八师集体转业改编为水利工程建设第二师，归中央水利部建制领导。
- 华东警备第三旅：1949年6月由鲁中南军区新海连特区警备司令部兼，辖4个团，由滨海军分区警备第一、第十六团，海防第二团和新建炮兵营编成。旅长王晓(兼)，政治委员苏羽(兼)，副政治委员孟英，政治部主任孟英(兼)。1950年10月23日,警备第三旅改称步兵第九十九师。师长陈佃元，政治委员张文韬。11月19日，山东军区命令第九十九师师部兼新海连市警备司令部。1952年5月15日，步兵第九十九师集体转业改编为建筑工程第五师（1005部队）， 拨归华东军政委员会建筑工业部建制领导，师长陈佃园， 政委冯国柱（未到职）/张文韬，政治部主任曹星步/牟秋凯。1953年9月建五师7102人从上海赴长春市第一汽车制造厂工地。1955年５2日在长春召开大会 正式宣布撤销建五师番号。
- 华东警备第四旅：1949年6月由胶东军区在即墨组建青岛警备旅，辖4个团。胶东军区7个基干团各一部编成。旅长邓龙翔，政治委员邓龙翔(兼)、高达三，参谋长傅春僧，政治部主任李益亭、孙殿甲。1950年10月23日,警备第四旅改称步兵第一○○师，师长丛蓉滋，政治委员孙晓风，副师长徐基，参谋长鄢思甲，政治部主任刘平。1952年4月，第一○○师师部上调华东军区炮兵司令部，1952年8月1日以师直、炮兵团及第九十七、第九十八、第九十九、第一○一师炮兵团合编为华东军区炮兵第十二师；该师原辖之第二九八、第二九九、第三○○团改为警备团，归山东军区建制领导。华东军区炮兵第十二师驻地江苏南京，师长丛蓉滋，副政委杜季伟，辖炮兵第22团、23、24团。其中炮兵第22团由苏北军区炮团2个营和步兵第86师炮兵营编成；炮兵第23团由步兵第99师炮兵团2个营和步兵第97师炮营编成；炮兵第24团由步兵第101师炮兵团2个营和步兵第98师炮兵营编成。1954年6月9日，山东军区将防坦克炮兵第405、406团拨归炮兵第12师建制。1954年12月，炮兵第204团调归炮兵第12师建制。1955年2月，火箭炮兵第22师师部改编为防坦克炮兵第32师师部，原属炮兵第12师的防坦克炮兵第405、406团调归其建制。1955年3月8日，炮兵12师炮兵第23团（原驻山东省潍县）拨归中国人民解放军第1机炮师建制，改编为该师炮兵团。1955年3月，炮兵第4团调归炮兵第12师建制。1955年3月20日，炮兵第11团调归炮12师建制，移防山东潍坊黑山营房。1957年2月，转隶由朝鲜回国的炮兵第8师建制。1957年2月，炮兵第12师师长丛蓉滋率师部和炮兵第4、22、24、204团入朝，接替炮兵第8师担负轮战任务，归中国人民志愿军建制。1958年4月至10月，炮兵第12师由朝鲜回国，进驻山东兖州地区。1962年12月31日，根据总参《关于1963年建立战备值班部队的命令》，济南军区确定炮兵第12师炮兵第15团为全军战备值班部队，从1963年1月1日起担负战备值班任务。1985年10月，济南军区整编，将炮兵第12师（欠第4、24团）划归陆军第67集团军建制，缩编为炮兵旅；炮兵4团与坦克8师炮兵团合编为坦克8师炮兵团。该师从云南轮战归建后进行精简整编。1998年6月，撤销陆军第67集团军炮兵旅建制，炮兵旅与济宁陆军预备役炮兵师合并整编为山东陆军预备役炮兵师，归山东省军区建制。46年后"山东军区警备第四旅”重回山东。
- 华东警备第五旅：1949年2月由胶东军区在烟台组建，东海分区独立二团（1947年以威海指挥部编为威海警备团）改为第13团，烟警部队（1947年8月以烟台市郊警备营及烟台市警察大队组建北海独立三团，1947年9月改为烟台警备司令部，1948年2月与烟台工人大队合编为烟台独立团，1949年1月改为烟台警备司令部）编为第14团，胶东军区警备团（1948年3月胶东军区警卫营与东海分区各地方武装合编，1949年2月第一、三营调出，青岛起义的第三十二军754团编入）编为第15团，新组建旅炮兵团。始称海防警备旅。担负烟台至威海一线海防及城市警备。旅部驻烟台毓璜顶。旅长刘琳、张吉厚，政治委员刘乃殿(兼)、张加洛，副政治委员张伟烈，参谋长王汉如，政治部主任张少华。1949年5月及7月参加解放青岛与长山列岛战役。随后担负烟台至蓬莱栾家口及长山列岛守备。1950年10月23日,警备第五旅改称步兵第一○一师。师长张吉厚，政治委员张加洛。辖第13、14、15、16团、炮兵团。11月19日，山东军区命令第一○一师兼烟台警备司令部。1951年3月15日各团改番号为301（原16团）、302（原14团）、303团（原15团），13团改为海防团。1951年8月海防团及炮兵团一营移交海军长山列岛水警区。1952年5月15日，步兵第101师(师机关驻烟台)集体转业改编为农业建设第3师，隶属山东省棉垦委员会。301团、302团、303团分别改成农业建设第7、8、9团。炮团二个营及师直工兵连1093人移交胶东军区，部队到达胶县、金口一带，建设大型国营农场。8月10日，农三师根据山东省棉垦委员会颁发的编制草案进行整编，补充胶东军区警备一团、炮兵二团、军区集训队及一00师官兵1868人。1953年1月3日，中央军委调农三师至沈阳整训，然后入朝担负战时铁路抢修抢建任务。1月7日，农三师传达入朝抢建铁路命令。1月12日，接上级“无需在沈阳整训而直接入朝”紧急命令。1月17日驻胶县、金口部队出发。18日驻沾化部队出发。1月24日部队到达朝鲜平安北道价川郡。1月29日农三师奉命改编为中国人民志愿军铁道工程第十师，隶属中朝新建铁路指挥局领导。七、八、九团改为第二十八、二十九、三十团，总兵力7419人。师部先后驻阳站、墨时里、中洞。二十八团驻仁谷里，二十九团驻公参，三十团驻龙城里。担负龟殷铁路价川至殷山段16.778km，德（川）八（面院）铁路墨时里至球场段14.13km的抢修。1953年11月11日，铁道工程第十师奉命将未完工程移交给铁九师，15日从朝鲜乘专列回国。21日志愿军铁道工程第十师从朝鲜登车经过7昼夜到达陕西咸阳，改编为中国人民解放军铁道兵第十师，代号8510部队，驻防咸阳北郊。各团即为铁道兵第二十八团、二十九团、三十团，各团代号为8510部队一、二、三支队。二十八团驻肖家村至长陵一线；二十九团驻黄家寨；三十团驻兴平县。1954年6月铁道兵整编，铁十师辖5个团，原二十八、二十九、三十团依次改为四十七、四十八、四十九团。8月5日组建四十六团（桥梁团），9月1日组成五十团（机械团）。1984年1月1日，铁10师奉中央军委命令，随铁道兵集体转业并入铁道部，为铁道部第20工程局(中铁二十局)。
- 华东警备第六旅（1）：旅长张克辛，政委陈直斋，副旅长朱传保。1939年3月由苏中第一军分区（泰州军分区）改编。靖（江）泰（兴）县独立团除留下一个营改为县大队外，副团长孙滨、政治处主任祝自荣奉命率1100余人改编为第17团。4月8日，警备六旅十六团在二十三军炮兵配合下，攻克了龙窝口，又乘胜拔除江边其他敌据点。15日夜，警备六旅十七团1个营及炮兵连激战4小时，攻克平安洲；18日，警备六旅十六团配合二十军六十师1个团经18小时激战，攻克永安洲；19日，警备六旅十八团在旅直山炮营和二十军6个炮兵连配合下，激战4小时，攻克北沙岛。渡江前，华东警备六旅第16团打下了泰州的永安洲，紧接着第18团攻打北沙岛（4平方公里大，上面有国民党部队的一个加强营驻守）。4月21日晚上，华东警备第六旅从泰兴七圩渡江。1949年4月22日晚，在长江常州段北岸，人民解放军华东警备第六旅副旅长朱传保、18团政委丁力率领的该团一个先头营首先渡江，向常州挺进。23日凌晨2时，朱传保等率领的先头营进入常州。4月27日改隶苏南军区。5月改编为常州军分区。中国人民解放军常州市军事管制委员会、常州市警备司令部成立，吴觉、陈直斋任军管会正副主任，常州市警备司令部司令员张克辛，政治委员陈直斋。第16团拆建为无锡等县总队。第17团拆建宜兴、武进的县总队和区中队。第18团保留为军分区机动团。
- 华东警备第六旅（2）：1950年3月由山东军区警备1团、第17团及部分县区武装编成，7月撤销。旅长丛蓉滋，政治委员张文韬。第16团（1949年4月组建东海独立3团，6月19日改为山东警备1团）驻守威海、石岛。
- 华东警备第七旅：1949年3月由苏北军区二分区(扬州军分区)组建。1949年4月渡江战役首先攻克六圩据点。 1949年4月7日警备七旅向扬（州）镇（江）水陆交通咽喉要道施桥镇发起进攻。二十一团一营与三营从北面攻击，十九团二营阻击六圩南援之敌，十九团团部率部队从施桥西南主攻。共击毙敌军400余人，生俘敌副营长等370多人。第21团团长成建军等30余人牺牲。4月20日晚7时，警备七旅向六圩敌据点发起进攻，第八兵团榴弹炮团和十九团组织炮火射镇江敌炮阵地和江面的敌舰。敌舰被击沉1艘，击伤2艘。主攻据点的十九团一、二营官兵乘机从东、西两面发起猛攻，解放六圩后，警备七旅二十团全速向瓜洲进军。六圩、瓜洲之战，全歼守敌500余人，缴获轻重机枪46挺、长短枪及子弹若干。5月上旬，华东军区警备第七旅撤销 ，旅部机关改编为中国人民解放军苏南军区镇江军分区。辖镇江市和丹徒、丹阳、句容、扬中、江宁、溧水、高淳7县，全区人口235.5万人。
- 华东警备第八旅：1949年3月由苏北军区九分区(南通军分区)组建，旅长王胜、政委周一峰，下辖警备22、23、24团。4月23日，靖江县团三营配合第三野战军教导师和华东警备第八旅，逼降靖江八圩港口之敌。1949年4月首战泰州八圩港，歼第二十一军第145师一个加强团，俘副师长以下共3500余人。在江阴渡江登岸，第24团接管无锡，政委周一峯率领第23团参加解放苏州战斗，旅部机关率第22团于4月27日进驻常熟。1949年5月2日，以警8旅机关为基础在常熟组建苏州军分区，司令员王胜、政委周一峰。1949年5月，第22团拆建吴县、吴江、常熟、昆山、太仓等县总队和区中队。1949年5月下旬，警8旅番号撤销，王胜调任福建省龙岩军分区司令员、周一峯调任松江地委副书记。原副旅长王治平升任军分区司令员，苏州地委书记宫维桢兼任军分区政委。1949年7月4日，苏州军分区从常熟移防苏州，接替第二十九军防务，同时兼苏州市警备司令部。
- 华东警备第九旅：1949年3月由苏北军区五分区(盐城军分区)组建。旅长温逢山，政委冯国柱。1949年为加强长江口的防御，该旅驻防海门，旅部就设在茅家镇。25团驻守常乐镇、三厂镇大生三厂里。1950年10月，华东军区命令，华东警备第9旅改称步兵第102师。所属警备第25、第26、第27团依次改称步兵第304、第305、第306团，仍属苏北军区建制。1951年4月改编为农业建设第四师，由海门县转驻射阳县六垛（扁担港口），创办国营淮海农场。
- 华东警备第十旅：1950年1月底组建。旅部由苏南军区教导旅机枪团团部和机枪、炮兵团各两个连扩建；第1团由常州军分区警备团（原警备第6旅18团）改编；第2团团部由原警备第8旅22团团部改编，其余抽苏州军分区各县武装组成；第3团由镇江军分区抽各县武装组成。2月24日，所辖第1、2、3团依次改称华东警备第10旅第28、29、30团。1950年10月，该旅调归淞沪警备司令部建制，改为中国人民解放军公安第17师，师长朱传宝，副政委刘铁珊，政治部主任吴战行。
- 华东警备第十一旅
- 华东警备第十二旅
- 华东警备第十三旅
- 华东警备第十四旅：1948年11月江淮军区第二、三军分区所属部队组建江淮军区独立第一旅。旅部由江淮二分区一部为基础组建；第一团由江淮二分区淮泗、淮宝、泗阳、泗南等县地方部队组建；第二团由江淮二分区泗阳、泗宿、淮泗、盱凤嘉等县部队组建；第三团由江淮三分区独立团改编。1949年4月改称皖北军区警备第一旅。1950年3月4日改称华东军区警备第14旅，所辖各团依次改为警备第40、41、42团。1950年10月30日，警备第14旅旅部改编为陆军第71师师部；警备第40团改编为该师步兵第211团（1952年6月29日，第211团团部改编为安徽省军区新兵团团部，部队补充陆军第70师）；警备第41团调归巢湖军分区建制；警备第42团调归滁县军分区建制。1952年12月30日，第71师师部改编为空军航空兵第29师。
- 华东警备第十五旅：1948年3月从豫皖苏军区、皖西军区、江淮军区所属部队抽调组建江淮军区独立第二旅。旅部由豫皖苏军区第6分区第12团、江淮军区第3军分区独立团、第4军分区独立团抽调组成。第4、5、6团分别由豫皖苏军区6分区第12团（团长蒋汉卿。辖3个营和骑兵连、重机枪连、迫击炮连）、江淮军区第4军分区独立团、华东野战军第四纵队11师33团改编而成。1949年4月改称皖北军区警备第2旅。旅长李国厚。1950年3月4日改称华东军区警备第15旅，辖警备第43、44、45团。1950年8月，改为陆军第90师。李国厚任师长兼政委，后马长炎任师长。师长马长炎，参谋长张孟云。各团依次改为步兵第第268、269、270团，归皖北军区建制。1951年2月，第270团调归陆军第71师建制。警备第42团改为第270团。1952年5月9日在寿县城隍庙前的广场改编为中国人民解放军水利工程第一师，归中央水利部领导。所辖各团依次改为第1、2、3团。1954年1月5日，水利一师的直属队、速成中学、1团全部、2团三营、3团一营、三团速成学校等5000人调给华东建工局，组建中国人民解放军建筑工程第四师，1954年3月15日在上海正式组建。

1949年2月，在中国人民解放军华东野战军改称中国人民解放军第三野战军的同时，华东军区机关随野战军南下，驻合肥。同时，中共中央军委决定成立新的山东军区，归华东军区领导，张云逸兼任山东军区司令员，康生兼任政治委员。1949年4月渡江战役后，成立苏南军区，江淮军区及中原军区所属之皖西军区等合并为皖北军区，曾希圣任司令员兼政治委员。5月成立皖南军区，刘飞任司令员，牛树才任政治委员。
1949年5月15日，中央军委电令：华东军区由刘伯承任司令员，邓小平任第一政委，饶漱石任第二政委，谭震林任第三政委，陈毅、粟裕任副司令员，参谋长李达。1949年6月后，华东军区仍由陈毅任司令员，饶漱石任政委，副司令员张云逸，副政委谭震林。
苏南区党委、苏南军区呈报华东军区，决定将华东警备第六、七、八旅番号撤销，以十八、十九、二十三、二十四等4个团划给镇江、常州、苏州、松江等军分区为警备团，十六、十七、二十、二十一、二十二等5个团及军区特二团撤销建制，组建苏南27个县(区)总(中)队，巩固和加强苏南地方武装。苏州军分区司令员王治平、常州军分区司令员朱传宝。太湖地区全面剿匪工作。军事上，以苏州军分区为基础，组成太湖剿匪指挥部，王治平为司令员，方志诚、朱传宝为副司令员兼南、西两线指挥所司令员。另外还组建了松江、嘉善、江阴、常熟、溧水等指挥所，以消灭这些死角地区的匪特。1949年7月21日，苏南军区会同浙江军区，调集了原华东警备八旅的二十四团、警备七旅的十九团和苏南军区的警备五团共11个主力营加上沿湖各县、区的全部地方武装，共俘毙匪特约1520名，缴获各种枪支1750余支。9月1日开始为期3个月剿灭股匪，消灭土匪2470余名，俘获大小匪首30余人。基本上消灭了太湖地区的武装股匪。到1949年底，苏南各地成股的匪特活动基本肃清。
1949年6月中旬，华东军区与第三野战军机关合并，改称中国人民解放军第三野战军暨华东军区，统一指挥野战部队和地方部队。华东军区约42万人，第三野战军约58万余人。粟裕、许世友先后任军区副司令员，谭震林、唐亮先后任军区副政治委员，张震、张爱萍先后任军区参谋长，唐亮、萧望东先后任军区政治部主任和代主任，周骏鸣、张翼翔、覃健、王德先后任军区副参谋长，唐亮、钟期光、鲍先志先后任军区政治部副主任。司令部办公厅主任兼作战处长王德，副处长石一宸。军训处长张怀忠，副处长周蔚昌，编辑出版科科长方晓，训练科副科长陈新华。后勤部营房处处长邱士长。军区苏军总顾问巴巴钦科。军区炮兵司令员陈锐霆，副政委刘春。军区装甲兵司令员何克希。军区工程兵主任谢忠良。军区司令部防化兵处处长刘凯。军区司令部通信处处长李景瑞。军区司令部军务处处长裴宗澄。军区后勤部司令员邝任农，后勤部供给部部长蔡长风。
1949年7月10日，华东军区领导机关移驻南京。1950年8月三野番号取消，但对外使用至1955年。
1950年7月，中央军委和总后方勤务部指令华东军区抽调1万张床位，分别组建若干个医院赴东北，迅即做好支援东北边防军的后勤保障工作。华东军区第1、第3、第6、第7野战医院和第6后方医院，浙江军区第1、第2军医院，福建军区直属医院、第24野战医院，山东军区第5军医院，胶东军区第1军医院，苏南军区第1军医院，共1个医院管理处、12所医院，计3.13万张床位(占华东军区医院总床位的50％)于1950年9月至1951年1月携带全部装备器材开赴东北，分别配置在永吉、锦西、锦州、蛟河、长春、四平、榆树、敦化、开原、扶余、阜新、黑山等地，归东北军区领导，担负抗美援朝卫勤保障任务。志愿军入朝参战后，华东军区执行中央军委和总部的指示，先后组建抽调1个军械部、1个后勤分部、3个汽车团、2个运输站、2个军械库、1个修炮厂赴朝执行保障任务。动员组织支援医疗队2批76人，编组5个卫生列车队赴东北担负伤病员后送任务。军区与南京市卫生局共同组织支援医疗团，共5批761人，赴东北和朝鲜执行伤病员救治任务。随这些机构参加抗美援朝的后勤人员达2万多名，其中干部有2800多名。华东军区共选调批准16160名指战员组成5个团25个营首批补充志愿军。华东军区在1951年就征召新兵30万，除补充军区部队外，大部分送往志愿军各部队。此外，上海、南京等大城市还有2590余名医务工作者和汽车司机志愿赴朝服务。华东地区共捐献人民币2.13余万亿元(旧币)，折合购买战斗机1421架。制作慰问品34万余件、慰问袋28万个，写慰问信38万封，慰问志愿军。
至1951年底，华东军区相继组建了海军、空军、公安部队、防空部队和炮兵、工程兵、装甲兵等领导机关。
1952年1月，皖南、皖北军区合并为安徽军区，曾希圣任司令员兼政治委员。1952年11月，苏南、苏北军区合并为江苏军区，刘先胜任司令员，柯庆施、萧望东、黄火星先后任政治委员。
1952年5月16日，代总参谋长聂荣臻、副总参谋长粟裕向毛泽东、中央军委报告部队和干部轮换问题，将第二十六军调回山东，今后拟有计划地抽调参战较久的部队回国休整，而同时国内已改装的部队则可入朝接替。上述报告得到批准后，中央军委于1952年6月29日制定了第一期部队轮换计划，以华东军区的第23、第24军和中南军区的第46军轮换在朝鲜的第20、第27、第26军。1952年7月，华东军区对第23、第24、第25军进行整编，撤销第25军和第23军68师、第24军第71师，同时将原第25军第73师调归第23军、第74师调归第24军。7月17日至22日，陈毅司令员、张爱萍参谋长在上海召开2个军的出国会议，具体部署入朝行动计划。1953年3月华东局迁怒奉命组织第21军赴朝轮战；先后抽调炮兵第3、第7师，高炮第63、第64、第65师，坦克第3、第4团，工兵第3、第21团和空军轰炸指挥所、第4混成旅等特种兵赴朝作战和轮战。
1955年4月，华东军区辖区拆编为南京军区、济南军区（山东军区改称）、福州军区（福建军区改称）。

## 华东军区兵站部
1947年1月华东军区把新四军后勤部兵站处为主、山东军区总兵站部以及山东省支前委员会民运部、山东省公路交通局合并组建华东军区兵站部。最初驻孟家鱼布村 
- 部长叶进明
- 政委于眉
- 副部长 唐少田
- 党委委员叶进明、于眉、唐少田、冯大勋、王琪、谭锋
- 交通处处长邓寅冬，交通科副科长钱正英。
- 运务处长桂蓬
- 调运处长黄河
- 供给处：处长王琪。采购汽车零部件。
- 行政处金城
- 管理科长
- 政治协理员
- 政治部
  - 保卫科科长谭锋、夏家新
  - 组织科长马骏
  - 宣传科长高原涵
- 渤海兵站处
- 胶东兵站处第二兵站处政治委员常毅
- 鲁南兵站处
- 滨海兵站处
- 运输大队/运输团：押运、清点、保管物资的武装人员。
- 警卫营：4个连，负责物资押送
- 汽车大队：1949年2月改编为三野汽车第一团。1949年9月调归一野进军新疆。
- 汽车修理厂并附设临时汽油库：莒县城南的浮来山前的小山村
- 马车大队：大队长王建中

1949年2月，兵站部一分为二，大部分随军南下，小部分留在济南，成立华东公路运输总局山东省公路运输局。 局长裴未农
1947年1月，华东军区兵站部在临沂成立工训大队。3月工训大队驻防沂水一带，扩大为交通学校，校长于眉兼任，设摩托、土木工程、交通行政三个系，学制2年。后任校长熊振作。1948年10月，交通学校迁入济南，改名为华东交通专科学校。1949年2月，交专总校和徐州分校师生900多人在于眉的带领下南下上海。
1948年12月，胶济铁路和张博铁路警备部队合编为华东区铁路管理总局警备司令部暨华东军区铁路警备区司令部（军级），警戒的铁路线北起德州，南抵上海，东起陇海路的连云港，西达商丘，还有胶济路、淮南路等，铁路线长达4400余华里；路线上有十几座大桥、300多个车站，每一座大桥和大一点的车站要派一定的兵力保卫；还承担浦口到南京、芜湖到裕溪口两个铁路渡口的警卫任务。由于任务繁重，由4个团的编制扩充为7个团，分别驻防在上海、蚌埠、徐州、济南、青岛等地。
- 司令员贾耀祥
- 副司令员兼济南铁路局公安处长马千里（1901-1992.6.9，山东省博兴县人，1953年任铁道部第六工程局党委代理书记兼副局长、电务工程局（电气化铁道工程局）副局长、铁道部生活管理局副局长、铁道部视察室视察专员）
- 副司令员李震（后任铁道部副部长）
- 参谋长崔传芸。
- 政治部主任李东明
- 第一总队：由昌潍保安司令部第20团改编。总队长萧全德。1949年5月，该队部及其所属两个营渡江南下。华东军区后备兵团步二师第五团改编为济南铁路警备司令部第一总队，负责人李国君，全队2042人。1949年5月8日接管浙赣铁路局警务处和京沪区铁路警务处沪杭警务段，并担任杭州铁路警备任务。
  - 铁道警备二团：1950年5月团直、二营和六团一营改编为人民铁路警察，与杭州铁路公安局合编成立上海铁路公安处杭州铁路公安分处。警备股长崔观彬。[4]
  - 铁道警备三团：1948年12月鲁中南军区第23团改编。1949年5月10日奉命渡过长江,担负芜湖至真如铁路线警备任务。1949年10月参加保卫戚墅堰机车车辆厂的战斗。1950年5月集体转业为南京铁路公安分处。
- 第三警备总队：全队904人，参谋长邱次陶。

## 华东军区后备兵团
1948年8月组建华东军区后备兵团，司令员林维先，副政委龙潜。负责接、送、训练新兵和接、训、处理俘虏等工作。1949年8月1日,该兵团番号撤销。下辖：
- 步兵第一师：1948年8月22日渤海军区第3军分区机关为主，抽调部队组建渤海补充师。11月16日,渤海补训师调归华东军区后备兵团训练司令部建制,改称步兵第1师。师长刘世相。四团团长、政委谢永胜。
- 步兵第二师：1948年8月，鲁中南三分区机关一部及所辖地方武装组建鲁中南军区补训师。1948年11月改称华东军区后备兵团步兵第2师，师长兼政委单洪、副政委晏成山、政治部主任金石秋、参谋处长亓子宜，下辖四个团。1949年8月，师部率5团编入山东军区铁道警备旅，6团编入三野特种兵纵队，7团编入第三十四军第100师为第300团，8团调入华东军政大学。后副师长周奇云。
- 步兵第三师：1948年8月，渤海军区奉命组建华东后备兵团第三师（四个团），何运礼任副师长，辛易之任副政委。1949年4月南京解放后，编入第二野战军特种兵纵队，第三师九团组建工兵七团，随第十八军进军西藏，抢修康藏公路。第十团组建高炮七团。[6]
- 步兵四师：1948年8月胶东军区以第三（西海）军分区机关一部及地方武装为基础组建补训师，师长周绍昆、政委刘耀宗，下辖四个团。11月16日，胶东军区补训师改称华东军区后备兵团步兵4师。1949年8月编入第三野战军特种兵司令部。
- 教导师：由三野特纵抽出骑兵团，与三野特务团及由华东军区新升三个地方团合编，组成本部直属教导师，担任本部直接警卫与培养初级干部。师长王彬（后备兵团副司令员兼）/冯文华，政委龙潜（后备兵团副政委兼）/汪大漠，副师长刘世相，参谋长孙公飞。第2团团长周奇云，政委谢永胜。1949年4月28日三野前委决定抽调教导师师部率一个团组建华东海军。1949年10月第2团调归华东军区装甲兵。